# Auroraceratops
Auroraceratops (Auroraceratops) – rodzaj roślinożernego dinozaura z grupy ceratopsów, opisanego przez You i współpracowników w 2005 na podstawie holotypowego szkieletu znalezionego w chińskiej prowincji Gansu. Cechował się krótkim pyskiem o szerokich kościach nosowych. Niektóre z jego cech występują również u bazalnych neoceratopsów, jak liaoceratops czy archeoceratops, inne dzieli z kolei z przedstawicielami grupy Coronosauria. W rezultacie uznano go za najbliższą temu kladowi grupę zewnętrzną, a zarazem jednego z najbardziej zaawansowanych ewolucyjnie ceratopsów kredy wczesnej.

## Budowa ciała
Dinozaur ten odznaczał się mieszanką cech pierwotnych i ewolucyjnie zaawansowanych.
Holotyp oznaczono jako IG-2004-VD-001. Nie ustalono dokładnie, czy należał do dorosłego osobnika, czy też do jeszcze niedojrzałego zwierzęcia. Argument za pierwszą opcją stanowi chropowatość szkieletu, z drugiej strony trójdzielny kłykieć potyliczny świadczy przeciw niej.
Czaszka tego zwierzęcia jest szeroka i niska. Osiąga 19,7 cm długości, przy podstawie wymiar ten wynosi 17,0 cm. Krótki pysk wraz z kształtem kości nosowych i czołowych przywodzą na myśl pysk żółwia. Zwraca jednak uwagę brak kości dziobowej, charakterystycznej dla ceratopsów, i środkowej części kości ciemieniowej. Ta ostatnia wytwarzała wraz z kością łuskową krótką kryzę, rozpościerającą się w kierunku tylnym. Część twarzowa czaszki jest krótka. Do cech charakterystycznych rodzaju zaliczają się szerokie kości nosowe, podobnie jak grzybiasty wyrostek na grzbietowym brzegu kości łzowych. Inny wyrostek, należący do łączącej kości kwadratową i podniebienną, złożonej z centralnej płytki i rozpościerających się w tył części bocznych połączonych długim, poziomo ułożonym stawem kości skrzydłowej, kierując się w tył w płaszczyźnie horyzontalnej, pokrywa kość klinową podstawową. Rzeczona kość skrzydłowa rozwija wydłużony wyrostek, którzy przykrywa wyrostek podstawno-skrzydłowy, podobny do obserwowanego u liaoceratopsa. Na wspomnianej kości kwadratowej znajduje się otwór, podobnie jak u Hualianceratops, Liaoceratops czy jinlonga. Kość przedczołowa, leżąca pomiędzy kośćmi nosową i łzową, jest wydatna. Tworzy ona dziobowo-górne odgraniczenie oczodołu, który przypomina kształtem prostokąt o długości nieco przewyższającej szerokość (81 na 52 mm). Podobnie kształt przypominający prostokąt przyjmuje bardzo długi (w wymiarze tym osiąga połowę rozmiaru podstawy czaszki) otwór nadskroniowy. Otwór międzyskroniowy, niewielki, wysokością przewyższający szerokość, nie odbiega od spotykanych u bazalnych neoceratopsów. Podobne występowały u liaoceratopsa, jamaceratopsa, a także leptoceratopsa. Dół przedoczodołowy o stosunku wysokości do długości 0,72 wykazuje fenestrację, jak u archeoceratopsa, kanał zadasza skrzydło kości podniebiennej. Okno przedoczodołowe, niezbyt duże, wciska się głęboko w kość szczękową.
Kość zaoczodołowa łączy z kolei zadaszenie czaszki z okolicą policzkową. Zachodzi ona w przedniej części górnego odgraniczenia wspomnianego już otworu infratemporalnego na wydłużoną kość łuskową, nieprzypominającą spotykanej u protoceratopsa czy innych przedstawicieli Neoceratopsia z którą tworzy rozdwojone połączenie. Z kolei kość potyliczna podstawowa typowo dla tej grupy dinozaurów rogatych stanowi szeroką, czworoboczną płytkę. Na jej wewnętrznej powierzchni widnieje grzebień (midsagittal crest).
Wysoki pysk jest zaokrąglony z profilu. Nozdrza zewnętrzne, duże i okrągłe, leżą dziobowo-grzbietowo. Dwie trzecie ich obwodu tworzy parzysta, duża, zaopatrzona w 3 lub 4 zęby kość przedszczękowa, na długim odcinku połączona z kością nosową. Premaxilla ze wspomnianą już kością szczękową łączy szew, który wytwarza kąt. Z jednej strony sięga on czwartego zęba kości przedszczękowej, z drugiej połączenia kości nosowej i przedoczodołowej. Kość nosowa, tworząca pozostałą jedną trzecią obramowania nozdrzy zewnętrznych, po obu stronach różni się nieco wymiarem w holotypie, osiągając między 6 a 7 cm przy 2,4 cm szerokości. Ich boczny wyrostek kontaktuje się z kośćmi przedszczękową i przedczołową. W jego płaszczyźnie przypada największa szerokość kości. Nozdrza zewnętrzne są zaokrąglone, jak u bardziej zaawansowanych ewolucyjnie taksonów, ale nie u liaoceratopsa. Kość jarzmowa, także parzysta, odznacza się znacznym pomarszczeniem, podobnie jak kość kątowa górna, kość zębowa czy też kość zaoczodołowa. Stanowi to cechę czaojangzaurów (z włączeniem jinlonga) i bazalnych neoceratopsów, nie występuje natomiast u bardziej zaawansowanych ewolucyjnie dinozaurów rogatych. Na trzonie znajduje się niewielki otwór. Gałąź podskroniowa kości jarzmowej zakrzywia się nieznacznie. Z kolei gałąź ogonowa kości jarzmowej, łącząca się z kością kwadratowo-jarzmową, nosi ostry grzebień, jak u jinlonga i archeoceratopsa. Zaawansowaną ewolucyjnie cechą jest obecność kości nadjarzmowej. Podniebienia archeoceratopsa czy liaoceratopsa wydają się paleontologom dłuższe, niż należące do bardziej bazalnych form. Rodzaje te cechują się też otworem na tylnym końcu podniebienia, otoczonym przez ectopterygoid, w tym wypadku opisywanym też u psitakozaura, choć nie tak dużym. Kość przedszczękowa, dość szeroka, łącząca się z kością szczękową wspomnianym wcześniej tworzącym kąt szwem, ustępuje rozmiarami szczękowej, jak u Liaoceratops czy archeoceratopsa, a odwrotnie, niż u psitakozaurów. Jej najszersze miejsce przypada na wysokości drugich zębów przedszczękowych, podobnie jak u innych bazalnych neoceratopsów. Łączy się ona z kością łzową, co jest cechą zaawansowaną ewolucyjnie, nieobecną u jinlonga czy liaoceratopsa. Autorzy opisu rodzaju przedstawiają kość przedzębową jako długą, poziomo ułożoną, niską, solidnie zbudowaną, zakrzywiającą się u koniuszka, pochylającą się bocznie. Jej długość liczy sobie 6,6 cm, szerokość – 3,9 cm, grubość zaś – 2,8 cm. Natomiast późniejszy autorzy kość przedzębową określili jako długą, o przednim końcu zaostrzony i porządnie zadartym do góry, jak u archeiceratopsa i Mosaiceratops, podczas gdy inne bazalne neoceratopsy miały kość przedzębową krótką i tępo zakończoną. Kość przedszczękowa uczestniczy w tworzeniu kopulastego podniebienia. Kość dziobowa zakończona była ostro, jak u późniejszych dinozaurów rogatych.
Długie, proste, solidnej budowy kości zębowe noszą po dwie chropowatości, przy czym tylna, ulokowana u podstawy dobrze rozwiniętego, szerokiego wyrostka dziobiastego, dziobowo-grzbietowo od zewnętrznego otworu żuchwowego, jest wydatniejsza od przedniej, usytuowanej przy brzegu brzusznym. Wspomniane wyrostki dziobiaste to szerokie, zaokrąglone odgórnie płytki kostne. Kość ta zaopatrzona jest w wyrostek szczękowy, nie przekraczający w kierunku tylnym głównej części tej kości, podobnie jak u Yimlong i leptoceratopsa, a inaczej, niż u liaoceratopsa.

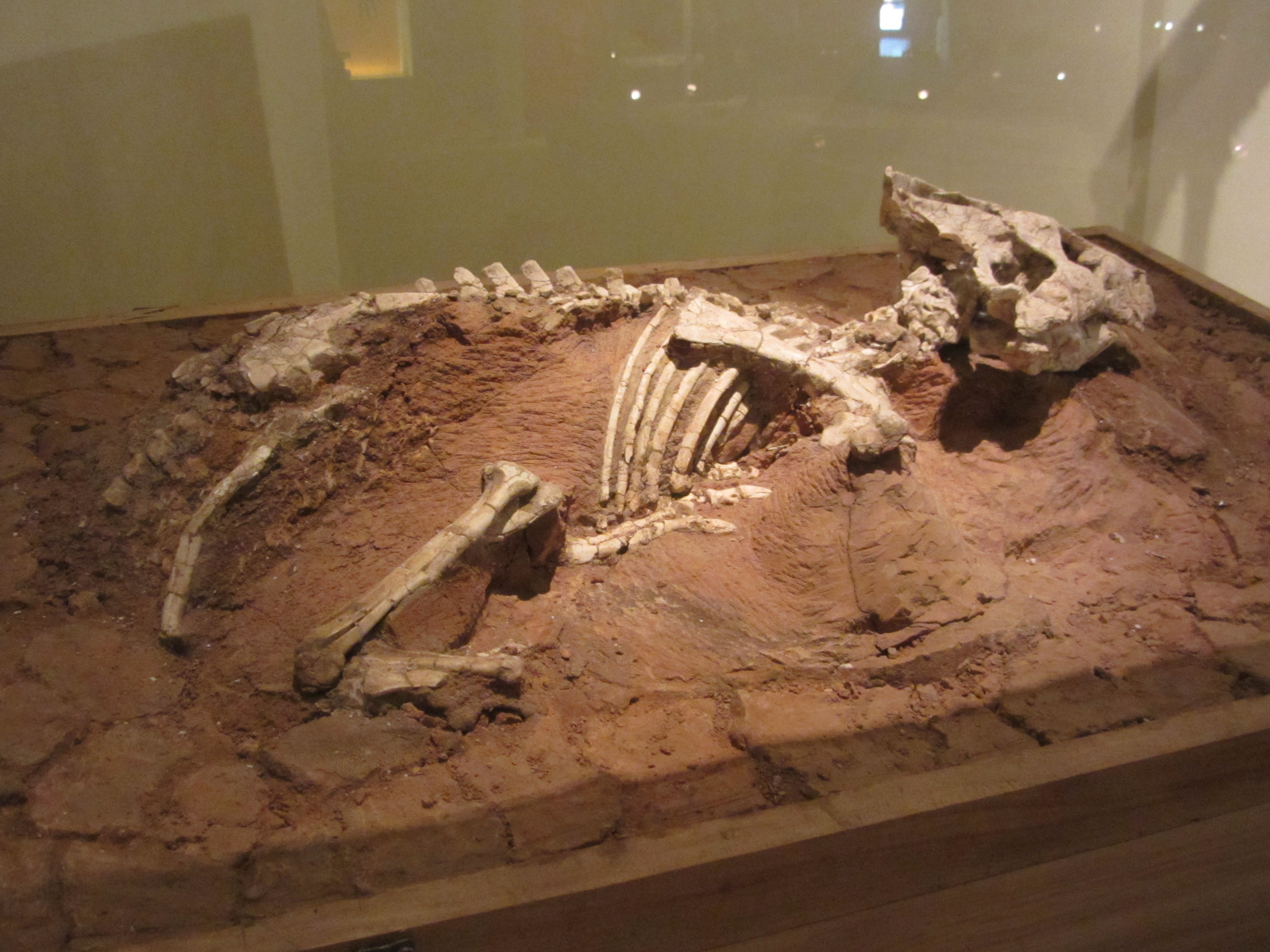
Szkielet auroraceratopsa

Auroraceratops miał zęby przedszczękowe (pomimo że 3 takie parzyste zęby proponowano nawet jako synapomorfię marginocefali i heterodontozaurów, to różne taksony ceratopsów różniły się ich obecnością i liczbą). Zęby przedszczękowe nie zachowały się dobrze w holotypowym osobniku. Wedle kreatorów rodzaju występowały w liczbie po 3 lub 4. Późniejsi autorzy podają liczbę 3. Są proste i prawie cylindryczne, co stanowi cechę neoceratopsów. Wykazują prążkowanie. Uwagę przykuwa trzeci ząb po stronie lewej, mierzący we wspomnianym szkielecie po 8 mm średnicy i wysokości. Neoceratopsie cechy wykazują też zęby kości szczękowej (wydatny grzebień). Było ich 12, a więc mniej, niż u jinlonga, archeoceratopsa czy liaoceratopsa. Tyle samo bądź mniej miały psitakozaur oraz Yamaceratops, a czaojangzaur mniej.
Tanoue i współpracownicy opisali w 2012 lewą niekompletną (bez części dziobowej oraz boczno-grzbietowej) kość szczękową oznakowaną GSGM-FV-00601, którą przypisali do rodzaju Auroraceratops. Mierzyła ona 25,6 mm długości, 18,6 mm wysokości oraz 13,8 mm szerokości. Zachowało się funkcjonalnych 7 zębów o położonych blisko siebie, stykających się koronach, noszących grzebienie dystalnie od środka zęba, szerokie u podstawy i zwężające się ku końcowi, w sumie jednak wąskie. Obok występowały też mniejsze wtórne grzebienie, nie osiągające nawet połowy długości tego głównego. Niewielkie przestrzenie pomiędzy korzeniami. Naukowcy doszukali się śladów procesu zastępowania zębów u tego ceratopsa. W krypcie długiej na 2 mm i głębokiej na 5 mm, wypukłej i najszerzej u podstawy, zachowały się nowe zęby, które nigdy nie funkcjonowały, a których rolą było zastąpienie już funkcjonujących zębów po ich zużyciu. Zęby te zwężały się ku końcowi, w przekroju poprzecznym nie widać przestrzeni, która pozwoliłaby w pełni rozwinąć się ich koronom. Aby rozwinąć się przed erupcją, redukcji musiałby ulec korzeń. Resorpcja podstawy zęba obserwowana jest u współczesnych krokodyli, wobec czego naukowcy doszli do wniosku, że może chodzić o plezjomorfię archozaurów.
Trzy pierwsze kręgi szyjne były połączone za pomocą zrośniętych trzonów, tworząc strukturę zwaną syncervical, obecną też u bardziej zaawansowanych ewolucyjnie dinozaurów rogatych, jak rodzina ceratopsów, u których proces łączenia kręgów był dalej posunięty. Cecha ta powstała prawdopodobnie u wspólnego przodka Auroraceratops i Ceratopsidae, jednak informacja ta jest niepewna – w badaniach nie uwzględniono wielu rodzajów pierwotnych ceratopsów (Liaoceratops, Yamaceratops, Archaeoceratops, Asiaceratops), których kręgów szyjnych nie poznano. Funkcja takiego rozwiązania podlega debacie. W odniesieniu do Ceratopsidae hipotetyzowano, że wiązała się z ciężką czaszką ceratopsów, używaną do walk międzyosobniczych, jednakże badania VanBurena i współpracowników nie znajdują świadczących o tym korelacji i obalają rzeczoną hipotezę. W swej dysertacji VanBuren podnosi jeszcze inne sposoby wyjaśnienia tej kwestii, jak drążenie w ziemi czy specyficzne zachowania pokarmowe bazalnych dinozaurów rogatych.
Auroraceratops miał żebra szyjne zbudowane podobnie jak u innych pierwotnych ceratopsów – środkowe żebra tego odcinka kręgosłupa nosiły dodatkowy wyrostek po stronie grzbietowej, nieobecny u bardziej zaawansowanych ewolucyjnie dinozaurów rogatych, znaleziony po raz pierwszy u Zhuchengceratops przez Xu i współpracowników w 2010, a u Auroraceratops przez Morschhausera 2 lata później.
Płytki mostka, jak u leptoceratopsa czy montanoceratopsa, były cienkie, podatne na złamanie.
Za panewką stawu biodrowego znajduje się wyrostek zakrzywiający się dobrzusznie. Koniec kości kulszowej przypomina Mosaiceratops.

## Paleobiologia
Ceratopsy zaopatrzone były w wąskie, hakowate dzioby, dzięki którym przeżuwały pokarm. Żywiły się prawdopodobnie pokarmem roślinnym. Ścierane o pokarm zęby mogły ulegać zastępowaniu przez nowe. Przewód pokarmowy prawdopodobnie nie był u ceratopsów bardzo długi.

## Historia i klasyfikacja
Szczątki nowego dinozaura rogatego nauka poznała za pośrednictwem prowincjonalnego geologa Li Daqinga, który zaprezentował czaszkę (Dodson określił ją potem jako „piękną”) uczestnikom wyprawy do prowincji Gansu (Peter Dodson, Matt Lamanna, Hai-Lou). Auroraceratopsa opisano w następnym roku, w 2005. Dokonała tego Fossil Research and Development Center należące do Third Geology and Mineral Resources Exploration Academy prowincji Gansu. Dokonując opisu tego znaleziska, You i współpracownicy dostrzegli znaczne różnice pomiędzy nim a pochodzącym z tego samego basenu archeoceratopsem, co upoważniło ich do wyodrębnienia nowego rodzaju i gatunku, które nazwali Auroraceratops rugosus. Nazwa rodzajowa bierze źródłosłów od łacińskiego wyrazu aurora oznaczającego świt, co odnosi się do pozycji auroraceratopsa na drzewie rodowym neoceratopsów. Angielskie tłumaczenie tego słowa, dawn, stanowi także imię żony jednego z badaczy, Petera Dodsona, Dawn Dodson. Z kolei epitet gatunkowy gatunku typowego odwołuje się do pomarszczonych kości czaszki.
Opisujący znalezisko naukowcy zwrócili uwagę na cechy zębów i kości jarzmowej charakterystyczne dla neoceratopsów. Wobec tego zwierzę uznano za bazalnego przedstawiciela tej właśnie grupy dinozaurów rogatych. Inni pierwotni przedstawiciele tego kladu również zamieszkiwali tereny dzisiejszej Chińskiej Republiki Ludowej: archeoceratops pochodzi z tej samej co auroraceratops prowincji Gansu, liaoceratops natomiast z prowincji Liaoning. Wykazano że żaden z tych rodzajów nie zalicza się do węższej od neoceratopsów grupy Coronosauria. Rodzaj opisany przez You i współpracowników dzieli natomiast z bardziej zaawansowanymi ewolucyjnie ceratopsami pewne cechy nie występujące u liaoceratopsa czy archeoceratopsa, np. budowa nozdrzy zewnętrznych jak u leptoceratopsa czy Ceratopsidae, kość potyliczna podstawowa nie tworząca otworu wielkiego, jak u Coronosauria, podobnie pewne cechy uzębienia. Badacze uznali wobec tego auroraceratopsa za przedstawiciela najbardziej zaawansowanych ewolucyjnie dinozaurów rogatych kredy wczesnej, jak również za najbliższą taksonowi Coronosauria grupę zewnętrzną, za kolejne natomiast archeoceratopsa i liaoceratopsa. Na kladogramie otrzymanym przez połączenie wyników You i współpracowników, Chinnery’ego, Makovicky’ego i Norella oraz Xu i współpracowników podtrzymano wcześniejszy pogląd na pozycję auroraceratopsa.
Od czasu znalezienia pierwszych szczątków sytuacja uległa zmianie. W Yujingzi na północnym zachodzie Gansu znaleziono w sumie pozostałości około 80 osobników, dzięki czemu znany jest kompletny jego kościec. Czyni to również auroraceratopsa jednym z najobficiej znajdowanych nieptasich dinozaurów.
W 2012 Morschhauser na dorocznej konferencji Society of Vertebrate Paleontology przedstawiał Auroraceratops w nierozwikłanej politomii z kladem łączącym Yamaceratops i Helioceratops, leptoceratopsami i Coronosauria.
Auroraceratops został uwzględniony w stworzonym metodą największej parsymonii drzewie zaprezentowanym w pracy opisującej nowy rodzaj Mosaiceratops w 2015. W obrębie grupy neoceratopsów kolejnymi taksonami, z których każdy stanoei grupę siostrzaną do kladu złożonego z wszystkich następnych, są: Mosaiceratops, Aquilops, Liaoceratops, Yamaceratops, Archaeoceratops i w końcu Auroraceratops, jako najbliższa grupa zewnętrzna kladu obejmującego leptoceratopsy i Coronasauria.
Kolejną analizę filogenetyczną przeprowadzili kreatorzy rodzaju Hualianceratops, kolejnego bazalnego dinozaura rogatego z Chin. Uwzględnili 210 cech 27 taksonów ceratopsów, nie licząc 10 grup zewnętrznych. Pomimo pewnych różnic w przedstawieniu relacji z blisko spokrewnionymi rodzajami publikacja również umieszcza Auroraceratops wśród bazalnych neoceratopsów.
Praca VanBurena i współpracowników, również z 2015, w zaprezentowanym uproszczonym drzewie zachowuje jednak Auroraceratops jako kolejną, trzecią z kolei grupę zewnętrzną kladu złożonego z ceratopsów, po protoceratopsie i leptoceratopsie. W zaprezentowanych w ich pracy bardziej rozbudowanych drzewach pozycja ta dalej jest podobna. Najbliższą grupą zewnętrzną kladu łączącego triceratopsa i protoceratopsa są leptoceratopsy, kolejną Auroraceratops, w dalszej kolejności zaś Archaeoceratops, Yamaceratops i Liaoceratops, w końcu zaś klad złożony z różnych gatunków psitakowaura oraz z czaojangzaurów. Autorzy ci definiują nawet neoceratopsy jako klad zawierający ostatniego wspólnego przodka Auroraceratops i triceratops, jak też wszystkich jego potomków, u którego to zwierzęcia – zdaniem autorów – pojawiło się połączenie trzech pierwszych kręgów szyjnych. Definicja taka wyłącza z neoceratopsów choćby Liaoceratops, przez wcześniejsze prace zaliczanego do neoceratopsów.

## Rozmieszczenie geograficzne
Szczątki zwierzęcia odkryto we wczesnokredowej (późna kreda wczesna) grupie Xinminpu Basenu Gongpoquan na terenie Mazong Shan w obrębie prowincji Gansu na północnym wschodzie Chińskiej Republiki Ludowej. W kredzie wczesnej panował tam dość suchy klimat podzwrotnikowy. W niektórych osadach Ximingu, gdzie znaleziono szczątki auroraceratopsa, dominowały właśnie niewielkie neoceratopsy. W Mazongshan znaleziono pozostałości dinozaurów z różnych grup. Zaliczają się tutaj ceratopsy (wymienia się zwłaszcza Archaeoceratops oshimai), euornitopody (Equijubus normani), ankylozaury, zauropody (Gobititan shenzhouensis), teropody. Z kolei autorzy opisu Qiaowanlong podają prócz auroraceratopsa i ustanawianego właśnie rodzaju (przynajmniej wedle odkrywców) brachiozauryda następujące rodzaje i gatunku z grupy Xinminpu:
- Archaeoceratops (ceratopsy[20] zaliczane do bazalnych neoceratopsów podobnie jak Auroraceratops: Archaeoceratops oshimai i A. yujingziensis[12])
- Equijubus (hadrozauroidy)
- Beishanlong grandis (ornitomimozaury)
- Suzhousaurus megatherioides (terizinozauroidy)
- Xiongguanlong baimoensis (tyranozauroidy)